# 東海大学大学院健康学研究科
東海大学大学院健康学研究科（とうかいだいがくだいがくいんけんこうがくけんきゅうか）は、東海大学大学院に設置されている研究科の名称。キャンパスは湘南キャンパス。健康マネジメント学専攻を設置し、研究を実社会に還元するまでをサポートする健康分野の専門家として、社会で活躍することを目指している。
関連する学部は健康学部が設置されている。

## 沿革
東海大学は2018年に学部組織の健康学部を設置。学部開設から6年後の2023年4月、大学院健康学研究科を設置。
それまで東海大学は1995年から神奈川県伊勢原市に健康科学部を、1999年大学院にに健康科学研究科を設置していたが、健康科学部は同大学医学部に移管、それにともない2022年に健康科学研究科は募集停止、同研究科にあった看護学専攻、保健福祉学専攻を母体に健康マネジメント学専攻を開設した。

## 構成
健康学研究科
- 健康マネジメント学専攻（修士課程）[7]